# Пілотна установка
Пілотна установка, також полігонна установка (англ. pilot plant, pilot installation, нім. Pilotanlage f) — установка для випробовування і доводки технологічного процесу в умовах, наближених до промислових. Пілотна установка в процесі випробувань дозволяє варіювати основні технологічні параметри, визначати оптимальні режими роботи, технологічну схему процесу. Як правило, пілотна установка створюється при основному підприємстві і може мати гнучку (багатоваріантну) технологічну схему, забезпечувати регулювання режимних параметрів процесу в широкому діапазоні.